# Niklaus Zurkinden
Niklaus Zurkinden (* 31. Oktober 1506 in Bern; † 20. September 1588 ebenda) war ein Schweizer Politiker.

## Leben

### Familie
Niklaus Zurkinden war der Sohn von Niklaus Zurkinden (* vor 1468 in Bern; † 1510), Bäcker, Kastlan in Zweisimmen, Hauptmann in Mülhausen, Bauherr und Venner. Seine Schwester Ursula Zurkinden († nach 1523) war mit Lienhard Schaller (1460–1524), Grossweibel und Kastlan in Wimmis verheiratet, dessen Bruder war Niklaus Schaller († 24. November 1524), Stadtschreiber in Bern, Vogt des Inselklosters in der Berner Altstadt und Grossweibel. Er war seit 1532 in erster Ehe mit Appolonia Vogt (geb. Grossmann) († 1532) verheiratet, ihr Bruder war Kaspar Megander. Nach dem Tod seiner ersten Frau heiratete er im gleichen Jahr in zweiter Ehe Elsbeth (geb. Hugi) († 1536), gemeinsam hatten sie vier Kinder, zu diesen gehörte unter anderem:
- Samuel Zurkinden (* 1533 in Sumiswald; † 24. September 1577 in Bern),[7] Mitglied des Kleinen Rats, Landvogt in Münchenbuchsee, Stadtschreiber in Bern und Venner, verheiratet mit Dorothea Wyss.

Seit 1536 war er in dritter Ehe mit Elsbeth (geb. Hab) verheiratet; gemeinsam hatten sie zehn Kinder, zu diesen gehörten unter anderem:
- Anna Zurkinden, verheiratet mit Vinzenz Dachselhofer (* 27. Dezember 1541 in Bern; † 1622),[8] Stadtschreiber in Bern, Gubernator in Aelen, Welschseckelmeister und diplomatischer Gesandter;
- Eva Zurkinden (* 10. Dezember 1541 in Bern; † 1569), verheiratet mit dem Maler Martin Krumm (* 11. Oktober 1540 in Bern; † 1577);
- Barbara (Barbla) Zurkinden (* 1549 in Bern; † nach 1600 in Basel), verheiratet mit Grossrat David Schmalz († 1577)[9]; in zweiter Ehe 1579 mit Adelberg Sauracker (* vor 1529 in Breisach; † 1592), Kartenverleger in Basel: in dritter Ehe mit Lorenz Schärer in Basel.
- Niklaus Zurkinden (* 5. Januar 1552 in Bern; † 1624/25),[10] Politiker.

### Werdegang
Niklaus Zurkinden war ein illegitimer Sohn des frühverstorbenen Ratsherrn und Hauptmann Niklaus Zurkinden († 1510/11), der das Kind testamentarisch dem befreundeten Stadtschreiber Niklaus Schaller († 1524)[3] in die familiäre Obhut übergab. Er besuchte die Lateinschule in Bern und wurde von Schaller († 1524) in eine Ratskarriere eingewiesen. 1528 kam er als Notar und Gerichtsschreiber in den Grossen Rat. 1532 wurde er Landvogt zu Sumiswald, 1537 Landvogt von Bonmont und 1544 Landvogt in Nyon. 1547 kam er in das Amt des Deutschseckelschreibers, 1551 wurde er Welschseckelmeister, 1565 bis 1572 amtierte er als Generalkommissär der Waadt. Von 1561 bis 1565 übte er das Amt des Stadtschreibers in Bern aus.

### Berufliches und politisches Wirken
Als Welschseckelmeister war Niklaus Zurkinden an den Verhandlungen zwischen Bern und Freiburg um die Aufteilung der Grafschaft Greyerz (1555) und als Stadtschreiber an den Verhandlungen zwischen Bern und den Herzögen von Savoyen im Vorfeld des Vertrags von Lausanne von 1564 beteiligt. Durch seine Übersetzungen juristischer, liturgischer und katechetischer Texte trug er zum Aufbau der Kirche der Waadt bei. Er wirkte zudem als theologisch versierter Politiker in konfessionellen Konflikten, so unter anderem zwischen Bern und dem calvinistischen Genf, für Frieden und Einheit der Kirche. Er stellte Duldung auf der Grundlage christlicher Humanität über dogmatische Orthodoxie. Er pflegte eine Freundschaft mit Johannes Calvin, stimmte mit diesem jedoch nicht im Fall Michel Servet und in der Frage der Prädestination überein. Mit Sebastian Castellio warb er für Toleranz gegenüber religiösen Nonkonformisten, so liess er als Vogt in Sumiswald Täuferprediger offen und öffentlich in seiner Vogtei lehren, wurde hierfür jedoch durch den bernischen Kleinen Rat abgemahnt. Er begegnete auch katholischen Mitchristen mit Achtung und lehnte Gewalt als Mittel gegen religiöse Devianz ab.
Er erhielt den Auftrag, die Berner Chronik von Valerius Anshelm fortzuführen, konnte diese Aufgabe jedoch nicht mehr ausführen. Sein Briefwechsel mit grossen Zeitgenossen ist von hohem Wert, so unter anderem mit Heinrich Bullinger, Johannes Calvin, Johann Jakob Grynaeus, Abraham Musculus (1534–1591) und Théodore de Bèze.

### Schöpfkarte
Der Stadtarzt Thomas Schöpf galt lange als Autor einer handschriftlichen Landesbeschreibung sowie einer Karte des bernischen Staatsgebiets, die 1577 als Manuskript vorlag und erst nach seinem Tod 1578 im Kupferstichdruck erschien. Schöpfs Namen trägt sie, weil sich dieser sowohl in der Vorrede der Landesbeschreibung als auch in Texten der Karte als Autor bezeichnet. 
Archivalische Forschungen zeigen, dass Schöpf zwar seinen Namen für dieses Unternehmen hergegeben hat, dass er aber eher Strohmann war für ein Projekt, dessen Urheber verborgen bleiben sollte.
Die Historikerin Anne-Marie Dubler stellte in ihrem Jubiläumsbeitrag zum 500. Geburtstag von Thomas Schöpf fest, dass dieser als Breisacher in Bern weder die Ortskenntnisse hatte, noch als Arzt in Zeiten von Pestepidemien, die Zeit hatte, eine zweibändige Landesbeschreibung des bernischen Staates zu schreiben und die Herstellung einer grossformatigen Landkarte zu organisieren, die das bernische Staatsgebiet, das damals vom Genfersee bis Brugg und vom Jurasüdfuss bis zu den Hochalpen reichte, abbilden sollte.
Die Schöpfkarte war nicht nur das Ergebnis einer systematischen Landvermessung, sondern wurde zusammen mit einer verbalen Landesbeschreibung, einer sogenannten Chorografie, geschaffen. Sie beschreibt 2600 Siedlungen auf Berner Staatsgebiet und enthält mehr Details als die Karte. Die Karte basierte direkt auf der Textquelle, und das Ortsverzeichnis konnte nicht ohne die Karte erstellt werden. Sie entstand aufgrund von Skizzen, Wegstunden, Koordinaten und nach dem Vorbild anderer Karten. Die Daten in der Chorografie stammten von Gewährspersonen und aus dem militärischen Rekrutierungsnetz.
Als Autor vermutete Anne-Marie Dubler Niklaus Zurkinden, der den Text der Landesbeschreibung in Latein verfasst und die Herstellung der Karte organisiert haben soll, weil er die Vision hatte, dass Bern mit der göttlichen Mission beauftragt sei, als friedensstiftender Grossstaat unter den zerstrittenen eidgenössischen Ständen zu wirken. Und diese Mission musste entsprechend visualisiert werden. Er konnte in seiner Position ein solches politisches und militärisches Projekt nicht persönlich initiieren und benötigte dafür einen Strohmann. Thomas Schöpf hat vermutlich in seinem Namen den Rat um die Druckerlaubnis gebeten und unter anderem argumentiert, dass die Karte allen frommen Menschen auf der Welt die Grösse Berns vor Augen führen werde, eines Staatswesens, das der Kirche Schutz und vielen Verfolgten Asyl gewähre. Diese Frommen würden daher den Staat in ihre Gebete einschliessen und ihm so Dauer verleihen. Weiter meinte Thomas Schöpf, laut Ratsprotokoll, die Karte könne auch in der Verwaltung nützliche Dienste leisten, regiere doch die Obrigkeit dann am besten, wenn sie mit dem Herrschaftsgebiet und den Lebensbedingungen ihrer Untertanen vertraut sei.
Der Rat erteilte die Druckerlaubnis, aber weil die Karte bei ihrer Vorstellung den Rat verwirrte und verunsicherte, wurde der Druck 1578 gestoppt, und die Kupferdruckplatten in Straßburg beim Drucker beschlagnahmt und anschliessend im Gewölbekeller des Berner Rathauses eingelagert. Es bestand die Befürchtung, die Karte könne, wenn sie in falsche Hände falle, gegen Bern genutzt werden. Etwa 70 Jahre waren die Karte und der dazugehörige Text als hoch geheim eingestuft.
Der Strohmann-These widerspricht der Historiker Kaspar Gubler vom Historischen Institut der Universität Bern, weil der Jubiläumsbeitrag überwiegend auf Vermutungen basiert und nicht belegt werden kann; er veröffentlichte hierzu einen Aufsatz.
Die Universitätsbibliothek Bern zeigte 2020 in einer Ausstellung die Schöpfkarte.